# C14H14O4
化学式C14H14O4（摩尔质量：246.262 g/mol）可能指：
- 邻苯二甲酸二烯丙酯，CAS号：131-17-9
- 间苯二甲酸二烯丙酯，CAS号：1087-21-4
- 对苯二甲酸二烯丙酯，CAS号：1026-92-2
- 异紫花前胡内酯，CAS号：13849-08-6
- Tenual，PubChem CID：14258969

|  | 这个同类索引页列出了具有相同分子式的化学物（即同分異構體）条目。 除非您是有意链接至本页，否则应将相应条目的内部链接指向正确的条目。 |